# Roberto Obregón
Roberto Obregón Morales (nacido el 13 de noviembre de 1940 en Santo Domingo Suchitepéquez) fue un poeta y ensayista guatemalteco.

## Biografía
Fue el segundo de 5 hijos en el matrimonio de Miguel Angel Obregón y Ana Morales. Su educación primaria la comenzó en su pueblo natal. Posteriormente, estudió en el Instituto Normal para Varones de Occidente, en Quetzaltenango. Allí obtuvo el título de maestro.
Estudió en la Facultad de Ciencias Jurídicas y Sociales de la Universidad de San Carlos de Guatemala.
En 1961 obtuvo una beca para estudiar en la Universidad Patricio Lumumba, de Moscú. Allí estudió filosofía y consiguió su doctorado en 1967. Durante su vida viajó por varios países de Europa, donde asistió a congresos y foros de escritores.
En la Unión Soviética editaron tres de sus libros y uno de estos, La flauta de Ágata, fue traducido al ruso, cuya edición alcanzó más de un millón de ejemplares. 
Volvió a Guatemala en 1968 y se dedicó a promover su poesía, ofreciendo recitales y haciendo diferentes publicaciones, a tal punto que se le considera como parte del grupo Nuevo Signo.

## Desaparición
Invitado por los poetas del Grupo Piedra y Siglo, viajó a San Salvador en marzo de 1970. A su regreso, el 6 de julio del mismo año, su salida quedó registrada en el puesto fronterizo “Las Chinamas”, pero jamás se tuvo registro de él en la entrada de Guatemala; desapareció en ese breve intervalo de la frontera, probablemente a manos de las fuerzas de seguridad del Estado de Guatemala. Recientemente, seis días atrás, Carlos Manuel Arana Osorio había tomado posesión, augurando así las masacres de su período.

## Obras
Inició su vida literaria en 1961 con Poemas para comenzar la vida, separata de la Revista de la Universidad de San Carlos. Posteriormente publicó los libros de poesía El aprendiz de profeta; La flauta de Ágata; Poesía de barro, El fuego perdido y un libro de ensayos.
En 1997, el cantautor guatemalteco Fernando López musicalizó 13 de los poemas de El fuego perdido en un disco que tituló Canción del fuego.